# Ambra
Ambra je trdna, voskasta, vnetljiva snov temno sive do črne barve, ki nastaja v prebavnem sistemu kita glavača. Ambra ima svojevrsten sladek, prsten vonj (podoben izopropanolu). Čeprav so jo sedaj v glavnem nadomestile snovi sintetičnega izvora, je bila glavna uporaba v zgodovini kot stabilizator v parfumeriji, saj je parfumom omogočala, da so obstali dlje, ohranjajoč izvirno aromo. Pisatelj Herman Melville jo omenja v knjigi Moby-Dick. V knjigi široko razpravlja o tem, kako je bilo ambro lahko najti v truplih kitov, ki so plavala v Južni Pacifiku.

## Izvor
Ambra nastaja v črevesju kita glavača, ki jo le-ta z žolčem izloča v okolico, zato jo lahko najdemo prosto plavajočo na gladini morja ali pa v pesku v bližini obale. Včasih jo lahko najdemo tudi v želodcu kitov. Znanstveniki so našli kljun orjaškega lignja obložen z ambro, zato predvidevajo, da kiti v črevesju ambro proizvajajo z namenom olajšanja prehoda nekaterim trdim ali ostrim predmetom, ki jih kit lahko pomotoma zaužije. Ambro najdemo v Atlantskem oceanu, na obalah Brazilije in Madagaskarja, obali Afrike, vzhodne Indije, Maldivih, osrednje Kitajske, Japonske, Nove Zelandije in otokov Molucca. Običajno pa ambra, nabrana v komercialne namene, izvira iz Bahamov in otoka New Providence v Karibih.

## Značilnosti
Ambro najdemo v kepah različnih velikosti in oblik, ki tehtajo od 14 g pa do 45 kg in več. Ob odstranitvi iz kita je maščobni prekurzor ambre svetle bele barve (včasih lahko ima črne lise), mehke konsistence in z močnim vonjem po fecesu. Tekom nekaj mesecev oziroma let zaradi razgradnje pod vplivom svetlobe in oksidacije v oceanu postane prekurzor trši, razvije temno sivo ali črno barvo, voskasto teksturo in svojevrsten vonj, ki je sladek, prsten, morski ali živalski. Vonj ambre so mnogi opisali kot razkošnejšo in finejšo različico izopropanola, brez ostrega pekočega odtenka.
V takšnih pogojih ima ambra specifično težo med 0.780 in 0.926. Pri približno 62 °C se raztali v mastno rumeno tekočino, pri 100 °C pa izhlapi v belo paro. Je topna v etru ter oljih. Ambra pretežno ne reagira s kislinami. S segrevanjem surove ambre v alkoholu in sledečim hlajenjem raztopine lahko izločimo bele kristale ambreina.

## Nadomestne spojine in trgovanje
Zgodovinsko gledano je bil prvotni komercialni namen uporabe ambre v kemiji dišav, čeprav je bila v uporabi tudi v medicinske in aromatične namene. V preteklosti je bila zelo iskana kot pomembna parfumska dišava. Vendar pa je težko zagotoviti dosledno in zanesljivo dobavo z visokokakovostno ambro. Zaradi velikega povpraševanja in visoke cene so bile v kemiji dišav iskane zamenjave za ambro in nadomestile so jo sintezne snovi. Med njimi je najpomembnejši ambrox, ki je v največjem obsegu našel mesto v izdelavi parfumov in je najbolj široko uporabljena dišava kot nadomestek ambre. Najstarejši in komercialno najpomembnejši postopek sinteze ambroxa je iz sclareola (prvotno izoliran iz muškatne kadulje), čeprav so bile zamišljene sinteze tudi iz več različnih drugih naravnih spojin, med njimi cis-abienola in tujona. Zamišljeni so bili tudi mikrobiološki postopki pridobivanja ambroxa.
Surova ambra dosega ceno približno 10 dolarjev za gram, za določene visokokvalitetne vzorce pa je lahko cena mnogo višja  V ZDA so uvoz, kupovanje ali prodaja ambre (vljučno z ambro, ki je bila naplavljena na obalo) veljali za kršitev zakona o varstvu morskih sesalcev (Marine Mammal Protection Act) iz leta 1972 . Leta 2001 pa je bil ta zakon spremenjen, ambra namreč naj ne bi bil stranski produkt industrije s kiti, saj glavači ambro naravno izločajo. Trenutno v ZDA ni prepovedi trgovanja ali kupovanja ambre.

## Uporaba v zgodovini
Ambra je bila znana predvsem zaradi uporabe v oblikovanju parfumov in arom podobno kot mošus. Parfumi po svetu še vedno vsebujejo ambro, medtem ko se ji v Ameriki pri izdelavi parfumov izogibajo zaradi zakonskih nedoločil. V antiki so na Kitajskem ambro imenovali »zmajeva slina«. Stari Egipčani pa so uporabljali žgano ambro kot kadilo. V času kuge v Evropi so ljudje verjeli, da jih nošenje krogle ambre lahko zaščiti pred to boleznijo. Vonj ambre ambre je namreč prekril vonj zraka, ki naj bi bil po prepričanju ljudi vzrok za kugo. 
V preteklosti so ambro uporabljali tudi kot aromo za pripravo hrane. Najljubša jed angleškega kralja Karla II. naj bi bila jajca z ambro. Na Bližjem vzhodu so jo uporabljali kot začimbo za hrano in pijačo. Uporabljali so jo tudi kot obliko zdravniškega dodatka. Na Bližnjem vzhodu so jo uporabljali za povečanje moči in možatosti ter zdravljenje bolezni srca in možganov. V nekaterih primerih je pri ljudeh veljala za afrodiziak. V srednjem veku so jo v Evropi uporabljali kot zdravilo pri glavobolih, prehladu, epilepsiji in drugih zdravstvenih težavah .
Ambro so tudi oblikovali, posušili, okrasili in uporabljali kot nakit. Najpogosteje so jo oblikovano v koralde nosili predvsem v času renesanse v Evropi.